# Окно в Европу (кинофестиваль)
«Окно в Европу» — ежегодный российский национальный фестиваль игровых (полнометражных), документальных и анимационных фильмов, проходящий в городе Выборге Ленинградской области с 1993 года (с 1997 года — во второй декаде августа).

## История фестиваля

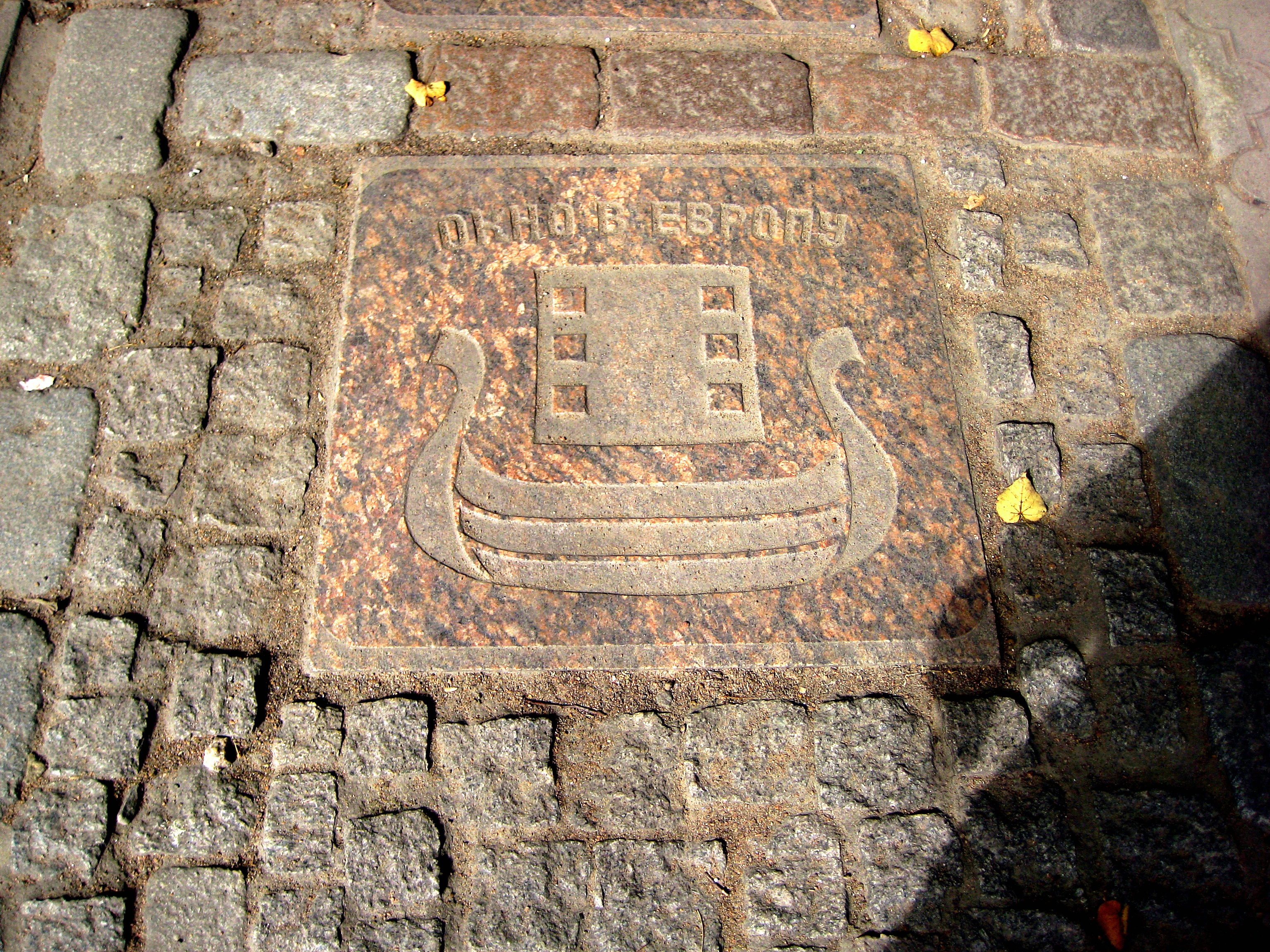
Фестивальная символика

В 1993 году по коллективному решению кинорежиссёров Саввы Кулиша, Марлена Хуциева, композитора Микаэла Таривердиева, режиссёра документального кино Владимира Коновалова, продюсеров Геворга Нерсисяна и Андрея Симонова в городе Выборге организуется кинематографический форум для тех, кто в этот экономически сложный период продолжает снимать кино. «Кинорынок-Фестиваль» (первоначальное определение статуса мероприятия) проходит согласование и одобрение в Госкино. Гостиница «Дружба» и кинотеатр «Выборг» становятся центрами проведения фестиваля (впоследствии к ним присоединился международный деловой центр «Виктория»). Со следующего года зарождается традиция массового совместного шествия гостей фестиваля и выборжан — от гостиницы до кинотеатра.

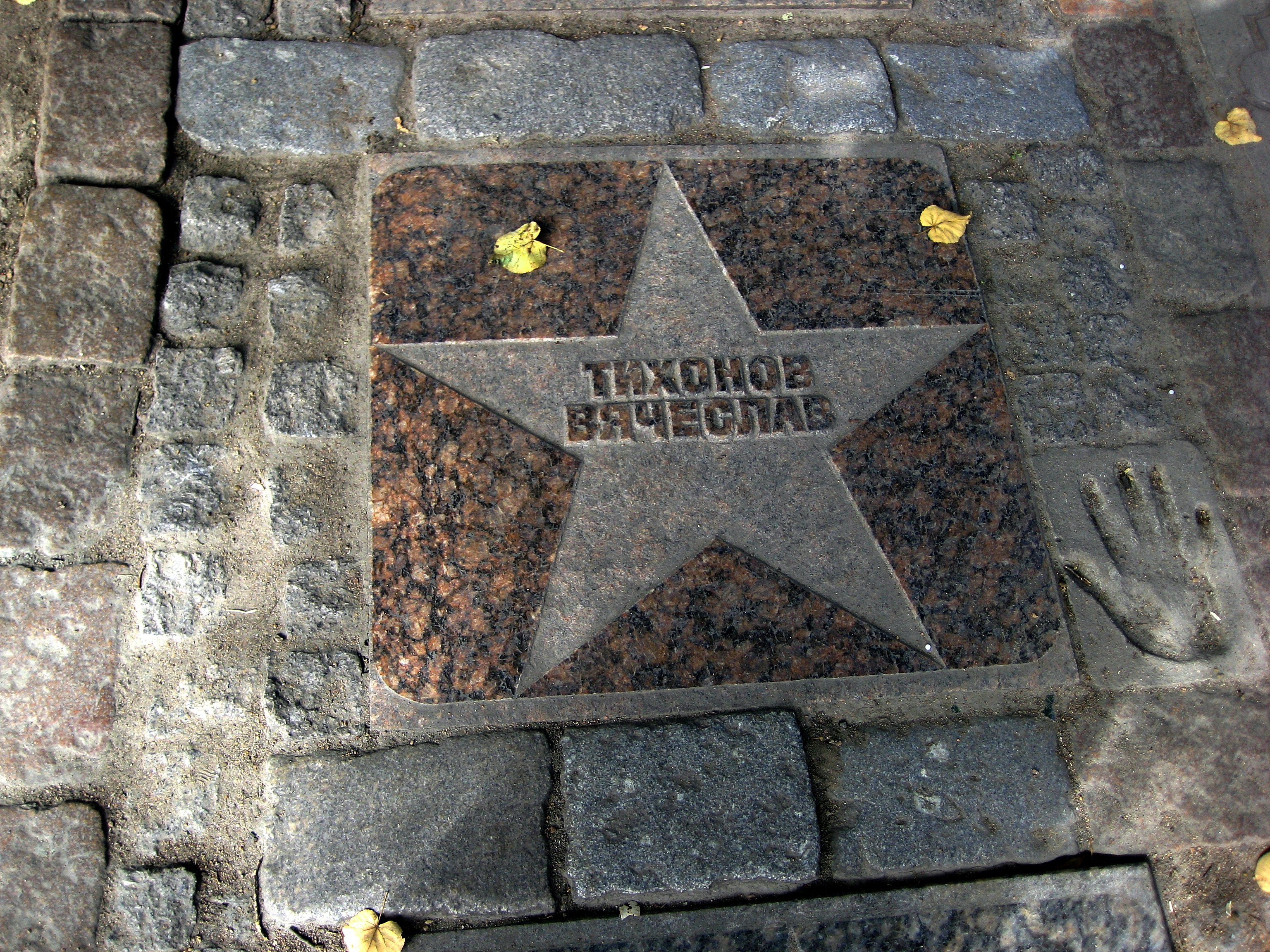
Почётная звезда Вячеславу Тихонову на Аллее славы

Одна из публикаций о IV фестивале (1996 год), называвшаяся «Фестиваль простился с детством», символизировала выход смотра на новый уровень. Президент фестиваля Савва Кулиш комментировал:

Сегодня и организаторы, и зрители ощутили, что фестиваль обрёл почву под ногами, надёжную прописку… Выборг — город кинематографический, здесь замечательные натурные площадки. Теперь здесь отмечается наградами, получает поддержку всё лучшее, что снимается в России…
В 1998 году зарождается ещё одна традиция: открывается Аллея славы кинофестиваля, на которой первыми отпечатки своих ладоней оставляют Станислав Ростоцкий, Вячеслав Тихонов, Анатолий Ромашин, Георгий Жжёнов и Алексей Петренко. С 1999 года вводится номинация, названная «Выборгский счёт». В голосовании в ней участвуют как профессиональное жюри из числа участников и гостей фестиваля, так и зрители. В 2006 году по завершении конкурсной программы заседание жюри проходит в открытом режиме. Каждый участник высказывает свою точку зрения по поводу прошедшей программы и общего положения дел в российском кино.
До 2021 года «Окно в Европу» считался вторым по значению кинофестивалем России (после «Кинотавра»), затем стал крупнейшим национальным кинофестивалем, «первым среди равных». В июне 2023 года «в свете происходящих в мире событий», как пояснили организаторы, 31-й фестиваль поменял своё название на «Выборг», однако после призыва губернатора Ленинградской области Александра Дрозденко на церемонии закрытия кинофестивалю вернули название «Окно в Европу». Тогда же, в связи со смертью президента фестиваля Армена Медведева, много лет руководившего киносмотром после Саввы Кулиша, был объявлен новый президент — режиссёр Сергей Урсуляк.

## Регламент фестиваля

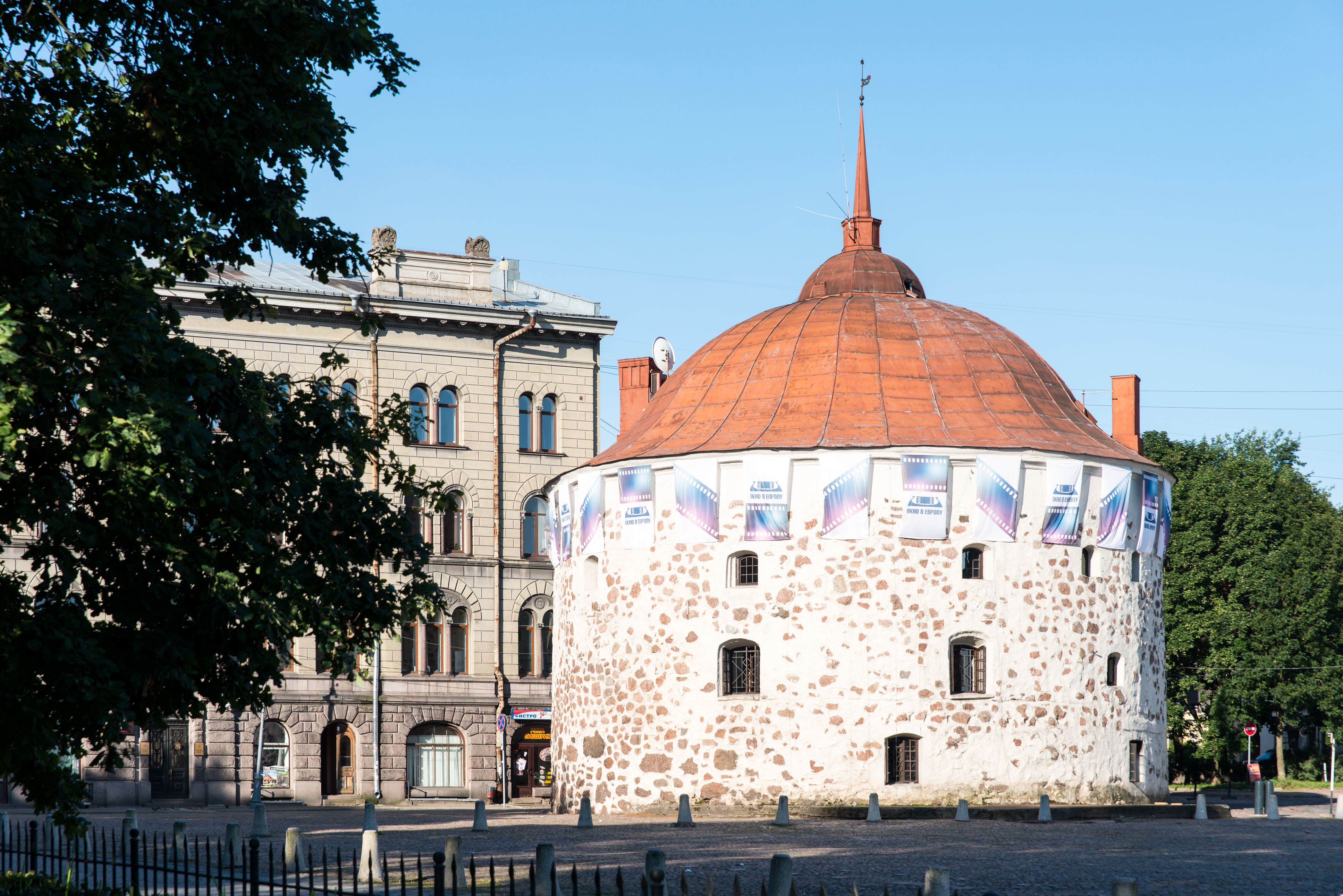
Круглая башня во время фестиваля

Согласно действующему регламенту, учредителями фестиваля являются Русско-Европейская киноассоциация (РЕКА), Министерство культуры РФ и Правительство Ленинградской области. Возглавляют подготовку и проведение форума президент, генеральный продюсер и генеральный директор фестиваля. Кроме панорамы новых российских фильмов и различных ретроспектив, в рамках основной программы проводятся следующие конкурсы:
- игровых полнометражных фильмов (10-15 кинокартин, 7-9 членов жюри присуждают приз «За лучший игровой фильм» и специальные призы)
- неигровых полнометражных и короткометражных фильмов (3-4 члена жюри присуждают приз «За лучший неигровой фильм» и специальный приз)
- анимационных полнометражных и короткометражных фильмов (3-4 члена жюри присуждают приз «За лучший анимационный фильм» и Специальный приз)
- «Выборгский счёт», куда включаются все фильмы игрового конкурса фестиваля, а также фильмы, отмеченные наградами других киносмотров России, прошедших в период между прошлым и настоящим фестивалями. Подведение итогов осуществляется под руководством Попечительского совета по итогам конкурса с вручением приза «Золотая ладья».

Предусмотрено вручение дипломов («Особые упоминания жюри»), Приза имени Саввы Кулиша по решению президентского совета РЕКА, Приза имени Станислава и Андрея Ростоцких по решению президентского совета РЕКА, Приза Гильдии киноведов и кинокритиков России по итогам всех конкурсных программ Фестиваля, особый приз по итогам всех конкурсных программ Фестиваля по специальному решению президента фестиваля.

## Призёры фестиваля

### 1993—2000 годы
| Год  | Номинация                                    | Фильм                               | Лауреат              |
| ---- | -------------------------------------------- | ----------------------------------- | -------------------- |
| 1993 | Главный приз                                 | Макаров                             | В. Хотиненко         |
|      | Главный приз                                 | Сны                                 | К. Шахназаров        |
| 1994 | Главный приз                                 | Увлеченья                           | К. Муратова          |
|      | Специальный приз                             | Незабудки                           | Л. Кулиджанов        |
| 1995 | Главный приз                                 | Особенности национальной охоты      | А. Рогожкин          |
|      | Специальный приз                             | Эликсир                             | И. Евтеева           |
|      | Лучший анимационный фильм                    | Лев с седой бородой                 | А. Хржановский       |
|      | Лучший анимационный фильм (специальный приз) | Свичкрафт                           | К. Бронзит           |
| 1996 | Главный приз                                 | Летние люди                         | С. Урсуляк           |
|      | Специальный приз                             | За что?                             | Е. Кавалерович       |
|      | Приз жюри                                    | Принципиальный и жалостливый взгляд | А. Сухочев           |
| 1997 | Главный приз                                 | Царевич Алексей                     | В. Мельников         |
|      | Специальный приз                             | Котёнок                             | И. Попов             |
|      | Специальный приз                             | Принцесса на бобах                  | В. Новак             |
| 1998 | Главный приз                                 | Цветы календулы                     | С. Снежкин           |
|      | Специальный приз                             | Цирк сгорел, и клоуны разбежались   | В. Бортко            |
|      | За операторскую работу                       | Железная пята олигархии             | С. Ландо В. Брыляков |
|      | За олицетворение лучших тенденций в кино     |                                     | С. Маковецкий        |
| 1999 | Главный приз                                 | Барак                               | В. Огородников       |
|      | Специальный приз                             | Фара                                | А. Карпыков          |
|      | За лучшую режиссуру                          | Фараон                              | С. Овчаров           |
|      | Лучший документальный фильм                  | Евгений Онегин. Глава Х             | М. Таврог            |
|      | Лучший анимационный фильм                    | Чуча                                | Г. Бардин            |
| 2000 | Гран-при и «Выборгский счёт»                 | Адажио (мультфильм)                 | Г. Бардин            |
|      | За лучший игровой фильм                      | Свадьба                             | П. Лунгин            |
|      | За операторскую работу                       | Тайны дворцовых переворотов         | А. Мукасей           |
|      | Лучший анимационный фильм                    | Подвиги Геракла (мультфильм)        | С. Овчаров           |

### 2001 год
| Год  | Номинация                                             | Фильм                      | Лауреат                   |
| ---- | ----------------------------------------------------- | -------------------------- | ------------------------- |
| 2001 | Гран-при конкурса игрового кино                       | Телец                      | А. Сокуров                |
|      | Приз за лучшую мужскую роль                           | Телец                      | Л. Мозговой               |
|      | Специальный приз жюри конкурса за музыкальное решение | Апрель                     | К. Мурзенко               |
|      | Гран-при конкурса неигрового кино                     | Больше, чем футбол         | В. Коновалов              |
|      | Гран-при конкурса анимационного кино                  | Евстифейка-волк            | Е. Ужинова О. Ужинов      |
|      | Диплом кинофестиваля                                  | Механическая сюита         | Д. Месхиев                |
|      | Диплом кинофестиваля                                  | 101-й километр             | Л. Марягин                |
|      | «Выборгский счёт»                                     | Приходи на меня посмотреть | М. Агранович О. Янковский |

### 2002 год
| Год  | Номинация                                               | Фильм                 | Лауреат                  |
| ---- | ------------------------------------------------------- | --------------------- | ------------------------ |
| 2002 | Гран-при фестиваля, Главный приз конкурса игрового кино | Кукушка               | А. Рогожкин              |
|      | Приз за режиссуру                                       | Чеховские мотивы      | К. Муратова              |
|      | Приз за лучшую мужскую роль                             | Дневник камикадзе     | Ю. Кузнецов              |
|      | Специальный приз жюри за сценарий                       | Копейка               | В. Сорокин И. Дыховичный |
|      | Специальный приз жюри за дебют                          | В движении            | Ф. Янковский             |
|      | Главный приз конкурса неигрового кино                   | Извините, что живу... | А. Погребной             |
|      | Специальный приз жюри конкурса анимационного кино       | Однажды               | О. Потапова              |
|      | «Выборгский счёт»                                       | Кукушка               | А. Рогожкин              |
|      | «Выборгский счёт»                                       | Звезда                | Н. Лебедев               |
|      | «Выборгский счёт»                                       | Война                 | А. Балабанов             |

### 2003 год
| Год  | Номинация                                                                          | Фильм                   | Лауреат                      |
| ---- | ---------------------------------------------------------------------------------- | ----------------------- | ---------------------------- |
| 2003 | Главный приз конкурса игрового кино и Приз за лучшую режиссуру                     | Прогулка                | А. Учитель                   |
|      | Специальный приз жюри «За дебют»                                                   | Коктебель               | А. Попогребский Б. Хлебников |
|      | Специальный приз жюри «За дебют»                                                   | Бумер                   | Пётр Буслов                  |
|      | Приз за лучшую женскую роль                                                        | Прогулка                | И. Пегова                    |
|      | Приз за лучшую мужскую роль                                                        | Трио                    | А. Панин                     |
|      | Главный приз конкурса неигрового кино                                              | Тише!                   | В. Косаковский               |
|      | Диплом жюри «За исследование мира художника и его искусства в документальном кино» | Вася                    | А. Загданский                |
|      | Главный приз конкурса анимационного кино                                           | Божество                | К. Бронзит                   |
|      | «Выборгский счёт» (8,965 балла)                                                    | Небо. Самолёт. Девушка  | В. Сторожева                 |
|      | «Выборгский счёт» (8,782 балла)                                                    | А поутру они проснулись | С. Никоненко                 |
|      | «Выборгский счёт» (8,744 балла)                                                    | Бедный, бедный Павел    | В. Мельников                 |

### 2004 год
Фильмом открытия XII фестиваля стала работа Ренаты Литвиновой «Богиня: как я полюбила». Всего представлено около 60 картин, в том числе 13 игровых. Жюри игрового конкурса возглавил Алексей Учитель, конкурс документального кино — Сергей Мирошниченко, анимационный — Михаил Алдашин. Отмечены юбилеи: 75-летие Ролана Быкова (не столь давно ушедшему режиссёру заложена плита памяти на аллее славы), 20-летие выхода в свет картины Тенгиза Абуладзе «Покаяние».
| Год  | Номинация                                                           | Фильм              | Лауреат        |
| ---- | ------------------------------------------------------------------- | ------------------ | -------------- |
| 2004 | Главный приз конкурса игрового кино                                 | Время жатвы        | М. Разбежкина  |
|      | Второй приз конкурса игрового кино                                  | Русское            | А. Велединский |
|      | Приз за лучшую мужскую роль                                         | Папа               | В. Машков      |
|      | Приз за лучшую женскую роль                                         | Ночь светла        | И. Купченко    |
|      | Специальный приз жюри конкурса игрового кино за операторскую работу | Время жатвы        | И. Уральская   |
|      | Приз за лучший неигровой фильм                                      | Падение Икара      | Ю. Шиллер      |
|      | Приз за лучший анимационный фильм                                   | Ветер вдоль берега | И. Максимов    |
|      | «Выборгский счёт»                                                   | Водитель для Веры  | П. Чухрай      |
|      | «Выборгский счёт»                                                   | Свои               | Д. Месхиев     |
|      | «Выборгский счёт»                                                   | Папа               | В. Машков      |

### 2005 год
В конкурсную программу конкурса игрового кино XIII фестиваля «Окно в Европу» вошли 14 фильмов. Жюри этого соревнования возглавил Сергей Овчаров, неигрового кино — Владимир Герчиков, анимационного — Вадим Жук. Фестиваль «Окно в Европу» отметил 110-летие кинематографа, 30-летие фильма Ильи Авербаха «Чужие письма».
| Год  | Номинация                                                                        | Фильм                             | Лауреат       |
| ---- | -------------------------------------------------------------------------------- | --------------------------------- | ------------- |
| 2005 | Главный приз «Большая золотая ладья» в конкурсе «Выборгский счёт»                | Не хлебом единым                  | С. Говорухин  |
|      | «Золотая ладья» — Спецприз жюри за лучший игровой фильм                          | Коля — перекати поле              | Н. Досталь    |
|      | «Серебряная ладья» — Приз жюри за сценарий                                       | Апокриф: музыка для Петра и Павла | Ю. Арабов     |
|      | «Серебряная ладья» — Приз жюри кинооператору                                     | Танцуют все                       | В. Гурчин     |
|      | «Серебряная ладья» — Приз жюри актёрскому ансамблю                               | Итальянец                         |               |
|      | «Золотая ладья» — Спецприз жюри за лучший неигровой фильм                        | Еврейское счастье                 | А. Гутман     |
|      | «Золотая ладья» — Спецприз жюри за лучший анимационный фильм                     | Кот и лиса                        | К. Бронзит    |
|      | Приз Фонда Андрея Тарковского (актёру)                                           | На Верхней Масловке               | Е. Миронов    |
|      | Приз фестиваля «Окно в Европу» композитору за вклад в отечественный кинематограф |                                   | Л. Десятников |

### 2006 год
В разных программах показано более 60 фильмов. Председатель конкурса игрового кино — Илья Гутман. На XIV фестивале впервые по завершении программы проходит «Открытое заседание жюри»: каждый член судейской коллегии публично высказывает свою точку зрения по поводу фестивальной программы. Празднование юбилеев: 40-летие картины Станислава Говорухина «Вертикаль», 50-летие фильма Григория Чухрая «Сорок первый», 30-летие фильма «Восхождение» Ларисы Шепитько. Ещё одна особенность — появление на фестивале целой обоймы работ молодых режиссёров. Проходит российско-финский семинар кинодокументалистов: просмотр и обсуждение новых финских и российских фильмов, круглый стол российских и финских документалистов: «Россия — Финляндия: Шаг навстречу».
| Год  | Номинация                                                         | Фильм                         | Лауреат              |
| ---- | ----------------------------------------------------------------- | ----------------------------- | -------------------- |
| 2006 | Главный приз «Большая золотая ладья» в конкурсе «Выборгский счёт» | Мне не больно                 | А. Балабанов         |
|      | II место — приз «Серебряная ладья»                                | Граффити                      | И. Апасян            |
|      | III место — приз «Серебряная ладья»                               | Питер FM                      | О. Бычкова           |
|      | Приз «Золотая ладья» за лучший игровой фильм                      | 977                           | Н. Хомерики          |
|      | Приз «Серебряная ладья» за режиссуру                              | Кружение в пределах кольцевой | Р. Салахутдинов      |
|      | Приз «Серебряная ладья» за режиссуру                              | Нелегал                       | Б. Фрумин Ю. Лебедев |
|      | Приз «Золотая ладья» за лучший неигровой фильм                    | Блокада                       | С. Лозница           |
|      | Приз «Золотая ладья» за лучший анимационный фильм                 | Колыбельные мира              | Е. Скворцова         |

### 2007 год
Программа XV фестиваля состояла из более чем 80 картин. Председатель жюри конкурса игрового кино Кирилл Разлогов отметил: «программа была неровная, но она неровная на любом кинофестивале. И я согласен с теми, кто говорит, если в год выходит пять — шесть картин, которые можно восприять серьёзно, это хороший год».
Отмечалось несколько юбилейных дат: 100 лет со дня рождения актрисы и педагога Тамары Макаровой; 85 лет со дня рождения режиссёра Станислава Ростоцкого (был в течение нескольких лет одним из руководителей фестиваля); 20-летие фильма «Гардемарины, вперёд!», 15-летие фильма Петра Тодоровского «Анкор, ещё анкор!».
| Год  | Номинация | Фильм                   | Лауреат      |
| ---- | --- | ----------------------- | ------------ |
| 2007 | Главный приз «Большая золотая ладья» в конкурсе «Выборгский счёт» и Главный приз «Золотая ладья» в конкурсе игрового кино | Русская игра            | П. Чухрай    |
|      | Главный приз «Большая золотая ладья» в конкурсе «Выборгский счёт»                                                         | Артистка                | С. Говорухин |
|      | Главный приз «Большая золотая ладья» в конкурсе «Выборгский счёт»                                                         | Ванечка                 | Е. Николаева |
|      | Специальный приз жюри «Серебряная ладья» за лучший дебют                                                                  | Слушая тишину           | А. Касаткин  |
|      | Главный приз «Золотая ладья» в конкурсе неигрового кино                                                                   | Яптик-Хэсе              | Э. Бартенев  |
|      | Главный приз «Золотая ладья» в конкурсе анимационного кино                                                                | Моя любовь (мультфильм) | А. Петров    |

### 2008 год
В конкурсных показах приняли участие 35 игровых фильмов (председатель жюри Вера Сторожева, 21 анимационная лента (Эдуард Назаров) и 30 неигровых (Владимир Коновалов); более 18 тысяч зрителей посетило просмотры. Рядом с главным фестивальным кинотеатром «Выборг-Палас» установлен шатёр, где размещается цифровой кинотеатр. Благодаря этому программа неигрового кино увеличивается почти в два раза.
| Год  | Номинация                                                                  | Фильм                                   | Лауреат                 |
| ---- | -------------------------------------------------------------------------- | --------------------------------------- | ----------------------- |
| 2008 | Главный приз «Большая золотая ладья» в конкурсе «Выборгский счёт»          | Пассажирка Плюс один                    | С. Говорухин О. Бычкова |
|      | Главный приз «Большая золотая ладья» в конкурсе «Выборгский счёт», 3 место | Улыбка Бога, или Чисто одесская история | В. Алеников             |
|      | Главный приз «Золотая ладья» в конкурсе игрового кино                      | Каменная башка                          | Ф. Янковский            |
|      | Специальный приз жюри «Серебряная ладья» за операторскую работу            | Виват, Анна!                            | А. Мукасей              |
|      | Специальный приз жюри «Серебряная ладья» за дебют                          | Голубка                                 | С. Ольденбург-Свинцов   |
|      | Главный приз «Золотая ладья» в конкурсе неигрового кино                    | Небоземля                               | С. Карандашов А. Куприн |
|      | Главный приз «Золотая ладья» в конкурсе анимационного кино                 | Мальчик                                 | Д. Геллер               |

### 2009 год
Сроки фестиваля сократились на три дня (по утверждению журналистов — из-за экономического кризиса), но программа при этом не стала менее насыщенной: конкурсные и внеконкурсные показы, творческие встречи, презентации. Одним из важных событий XVII фестиваля стала киноакция памяти Виктора Цоя «Последний герой. Двадцать лет спустя». Всего было представлено более 40 работ российских кинематографистов.
| Год  | Номинация                                                                  | Фильм                                                      | Лауреат        |
| ---- | -------------------------------------------------------------------------- | ---------------------------------------------------------- | -------------- |
| 2009 | Главный приз «Золотая ладья»                                               | Полторы комнаты, или Сентиментальное путешествие на родину | А. Хржановский |
|      | Специальный приз жюри «Серебряная ладья»                                   | Метеоидиот                                                 | Н. Джорджадзе  |
|      | Специальный приз жюри «Серебряная ладья» за лучшее исполнение женской роли | Полторы комнаты, или Сентиментальное путешествие на родину | А. Фрейндлих   |
|      | Специальный приз жюри «Серебряная ладья» за лучшее исполнение мужской роли | Кошечка                                                    | М. Ефремов     |
|      | Главный приз «Золотая ладья» в конкурсе неигрового кино                    | Вдвоём                                                     | П. Костомаров  |
|      | Главный приз «Золотая ладья» в конкурсе анимационного кино                 | Солдатская песня (мультфильм)                              | Е. Чернова     |
|      | «Золотая ладья» — 1 место в программе «Выборгский счёт»                    | Видримасгор, или история моего космоса                     | Я. Поляруш     |
|      | «Золотая ладья» — 2 место в программе «Выборгский счёт»                    | Одна война                                                 | В. Глаголева   |
|      | «Золотая ладья» — 3 место в программе «Выборгский счёт»                    | Какраки                                                    | И. Демичев     |

### 2010 год
В основном конкурсе игрового кино участвовали 11 картин, в том числе «Кочегар» Алексея Балабанова, «В стиле Jazz» Станислава Говорухина, «Детям до 16…» Андрея Кавуна и другие работы. Жюри возглавлял режиссёр Андрей Хржановский. Торжественное закрытие фестиваля, которое как обычно проходило в старинном выборгском замке, преподнесло публике немало сюрпризов. Фильм «Неадекватные люди» 26-летнего дебютанта Романа Каримова привёл в восторг и зрителей, и профессиональное жюри.
| Год  | Номинация                                               | Фильм                    | Лауреат             |
| ---- | ------------------------------------------------------- | ------------------------ | ------------------- |
| 2010 | Гран-при за дебют                                       | «Неадекватные люди»      | Роман Каримов       |
|      | Специальный приз жюри за режиссуру                      | «Детям до 16…»           | Андрей Кавун        |
|      | Специальный приз жюри за лучшую женскую роль            | «Детям до 16…»           | Анна Старшенбаум    |
|      | Приз за лучший неигровой фильм                          | «Мой друг доктор Лиза»   | Тофик Шахвердиев    |
|      | Приз за лучший анимационный фильм                       | «Поездка к морю»         | Н. Бисярина         |
|      | «Золотая ладья» — 1 место в программе «Выборгский счёт» | «В стиле Jazz»           | Станислав Говорухин |
|      | «Золотая ладья» — 2 место в программе «Выборгский счёт» | «Неадекватные люди»      | Роман Каримов       |
|      | «Золотая ладья» — 3 место в программе «Выборгский счёт» | «Тридцать седьмой роман» | Григорий Гярдушян   |

### 2011 год
Девиз XIX фестиваля — «Российское кино. Прогноз на завтра». Всего в конкурсной программе игрового кино, жюри которой возглавлял Михаил Агранович, участвовали 14 фильмов, включая «Борис Годунов» Владимира Мирзоева и «Земля людей» Сергея Говорухина. На фестивале отмечено несколько юбилеев: 70-летие режиссёра Романа Балаяна, 25-летие фильма «Плюмбум, или Опасная игра».
Главный приз фестиваля впервые был вручен не фильму, а актёру. Пётр Зайченко получил его с формулировкой «За выдающееся актёрское мастерство» в двух конкурсных фильмах «Сибирь. Монамур» (режиссёр Слава Росс) и «Дом» (режиссёр Олег Погодин).
За наработанный опыт и престиж «Российская газета» назвала фестиваль «неофициальным, открытым чемпионатом России по кино».
| Год  | Номинация                                                           | Фильм                     | Лауреат              |
| ---- | ------------------------------------------------------------------- | ------------------------- | -------------------- |
| 2011 | Главный приз: За выдающееся актёрское мастерство                    | «Сибирь. Монамур» «Дом»   | П. Зайченко          |
|      | Специальный приз жюри: За смелость и гуманизм                       | 4 дня в мае               | Ахим фон Боррис      |
|      | Специальный приз жюри за режиссуру                                  | Сибирь. Монамур           | С. Росс              |
|      | Специальный приз жюри: За владение кинематографическими профессиями | Дом                       | О. Погодин           |
|      | Приз за лучший неигровой фильм                                      | Ждём, надеемся, не верим… | М. Павлов            |
|      | Специальный приз жюри                                               | Я забуду этот день        | А. Рудницкая         |
|      | Диплом: За лучший дебют                                             | Тихий океан               | А. Шишова            |
|      | Приз за лучший анимационный фильм                                   | Подарок                   | М. Дворянкин         |
|      | Специальный приз жюри                                               | Домашний романс           | И. Литманович        |
|      | Диплом: За мастерство и лаконичность художественных средств         | Шатало                    | А. Дёмин             |
|      | Диплом: За блистательный дебют                                      | Ещё раз!                  | Е. Овчинникова и др. |
|      | «Золотая ладья» — 1 место в программе «Выборгский счёт»             | Два дня                   | А. Смирнова          |
|      | «Золотая ладья» — 2 место в программе «Выборгский счёт»             | Пять невест               | К. Оганесян          |
|      | «Золотая ладья» — 3 место в программе «Выборгский счёт»             | 4 дня в мае               | Ахим фон Боррис      |
|      | Приз президента фестиваля                                           | Жила-была одна баба       | А. Смирнов           |
|      | Приз им. Станислава и Андрея Ростоцких                              | Дом ветра                 | П. Кутепова          |
|      | Приз им. Саввы Кулиша                                               | Зодчие города Солнца      | М. Якубсон           |
|      | Приз Гильдии киноведов и кинокритиков России                        | Бездельники               | А. Зайцев            |
|      | Диплом Гильдии киноведов и кинокритиков России                      | Ждем, надеемся, не верим… | М. Павлов            |
|      | Приз Союза журналистов: За лучший сценарий                          | Сибирь. Монамур           | С. Росс              |

### 2012 год
Юбилейный ХХ кинофестиваль открыл глава Выборгского района Геннадий Орлов, зачитав приветствие президента РФ Владимира Путина, отметившего творческие традиции и созидательную атмосферу выборгского кинофестиваля. Геннадий Орлов добавил, что за двадцать лет кинофестиваль изменил город и его жителей, выработав у них пристрастие к качественному кино.
Жюри конкурса игрового кино «Осенние премьеры» возглавлял режиссёр Роман Балаян, жюри конкурса неигрового кино — писатель Юрий Поляков, жюри конкурса анимационного кино — режиссёр Олег Ужинов. Фильм открытия фестиваля — «Орда» режиссёра Андрея Прошкина. Фильм закрытия — «Любовь с акцентом» режиссёра Резо Гигинеишвили. На фестивале отмечались 60-летние юбилеи Карена Шахназарова и Владимира Хотиненко, картины которых («Сны» и «Макаров») разделили Главный приз на первом фестивале в 1993 году.
| Год  | Номинация                                                                                          | Фильм                           | Лауреат                       |
| ---- | -------------------------------------------------------------------------------------------------- | ------------------------------- | ----------------------------- |
| 2012 | Главный приз конкурса игрового кино — за юмор и жанровую дерзость                                  | Шопинг-тур                      | Михаил Брашинский             |
|      | Главный приз конкурса игрового кино — за гуманизм и верность традициям                             | Все ушли                        | Георгий Параджанов            |
|      | Специальный приз жюри за лучшую женскую роль                                                       | Шопинг-тур                      | Т. Колганова                  |
|      | Специальный приз жюри за лучшую операторскую работу                                                | Все ушли                        | Сергей Мачильский             |
|      | Диплом: за оригинальность музыкального решения                                                     | Доктор                          | Владимир Панков               |
|      | Диплом: за лучшую женскую роль второго плана                                                       | Всё просто                      | Агния Кузнецова               |
|      | Главный приз конкурса неигрового кино                                                              | Кино кончилось                  | И. Васильева                  |
|      | Специальный приз жюри конкурса неигрового кино — за талантливый и позитивный взгляд на Россию      | Россия. Позитив                 | А. Джазоян, А. Еритсян        |
|      | Диплом: за мужественную попытку спасти невиновного человека                                        | На мне крови нет                | Светлана Стасенко             |
|      | Диплом: за правду жизни                                                                            | Лёша                            | Елена Демидова                |
|      | Главный приз конкурса анимационного кино                                                           | Заснеженный всадник             | Алексей Туркус                |
|      | Специальный приз конкурса анимационного кино — за создание пленительной атмосферы китайской сказки | Я видел, как мыши кота хоронили | Дмитрий Геллер                |
|      | Диплом: за черно-белый юмор шахтерской байки и жизнеутверждающее начало творческого пути           | Умба-умба                       | Константин Бриллиантов        |
|      | Диплом: за изобретательное использование чая в создании живописной истории об индийском муравье    | Чинти                           | Наталья Мирзоян               |
|      | «Золотая ладья» — 1 место в программе «Выборгский счёт»                                            | Соловей-разбойник               | Егор Баранов                  |
|      | «Золотая ладья» — 2 место в программе «Выборгский счёт»                                            | Поклонница                      | Виталий Мельников             |
|      | «Золотая ладья» — 3 место в программе «Выборгский счёт»                                            | Я буду рядом                    | Павел Руминов                 |
|      | Приз президента фестиваля                                                                          | Поклонница                      | Виталий Мельников             |
|      | Приз имени Станислава и Андрея Ростоцких                                                           | Доктор                          | В. Панков                     |
|      | Приз им. Саввы Кулиша — за яркий и талантливый дебют                                               | Всё просто                      | Софья Карпунина               |
|      | Приз им. Саввы Кулиша — за творческий поиск                                                        | Энтропия                        | Мария Сааккян                 |
|      | Приз Гильдии киноведов и кинокритиков России                                                       | Шопинг-тур                      | М. Брашинский                 |
|      | Приз Союза журналистов: За лучший сценарий                                                         | Всё просто                      | Софья Карпунина, Клим Шипенко |

### 2013 год
Председатель жюри программы «Осенние премьеры» — Сергей Шакуров (члены жюри: Лев Аннинский, Ксения Кутепова, Сабина Еремеева и Андрей Кавун). Председатель жюри конкурса неигрового кино — писатель и телеведущий Андрей Максимов, анимационного кино — режиссёр Наталья Дабижа. В рамках XXI кинофестиваля отмечалось 75-летие президента фестиваля «Окно в Европу» Армена Медведева, представившего фильм открытия фестиваля «Дед 005» (режиссёры Мгер Мкртчян, Аркадий Григорян), сопродюсером которого он является. В программе «Юбилеи» отмечалось 25-летие фильма «Город Зеро» режиссёра Карена Шахназарова. Фильм закрытия фестиваля — «Дубровский» режиссёра Александра Вартанова с Данилой Козловским в главной роли.
| Год  | Номинация | Фильм                                                                 | Лауреат                            |
| ---- | --- | --------------------------------------------------------------------- | ---------------------------------- |
| 2013 | Главный приз конкурса игрового кино | Она                                                                   | Лариса Садилова                    |
|      | Специальный приз жюри «За современный стиль киномышления»                                                                                | Собачий рай                                                           | Александр Адабашьян                |
|      | Специальный приз жюри «За лучший дебют»                                                                                                  | Деливеранс                                                            | Сергей Кузнецов                    |
|      | Специальный приз жюри «За лучшую актёрскую работу»                                                                                       | Зимний путь                                                           | Евгений Ткачук                     |
|      | Диплом: За лучшую операторскую работу | Шахта                                                                 | Сергей Ермаков                     |
|      | Главный приз конкурса неигрового кино | Разновесие                                                            | Мария Пономарёва                   |
|      | Специальный приз жюри конкурса неигрового кино — За нетрафаретный взгляд и мастерство в раскрытии исторической темы                      | Москва-Берлин. Завтра война                                           | Юрий Кузовков                      |
|      | Диплом: За раскрытие человеческой судьбы на фоне чрезвычайных ситуаций                                                                   | Чрезвычайные будни                                                    | Андрей Титов                       |
|      | Диплом: За тонкую настройку высоких энергий времени                                                                                      | Очаг                                                                  | Вениамин Тронин                    |
|      | Главный приз конкурса анимационного кино                                                                                                 | Подарки чёрного ворона                                                | Степан Бирюков                     |
|      | Специальный приз жюри | Снежинка                                                              | Наталья Чернышёва                  |
|      | Диплом: Ещё раз за любовь! | О любви                                                               | Мария Спепанова                    |
|      | Диплом: За творческую смелость в раскрытии музыкальной темы                                                                              | Джордж Гершвин. История семьи Гершвинов, рассказанная Изей Шмулевичем | Ирина Марголина                    |
|      | Диплом: За уникальное чувство юмора | Алдар и серый волк                                                    | Рим Шарафутдинов                   |
|      | Приз «Золотая ладья» (присуждается по итогам голосования зрителей, участников и гостей фестиваля) — 1 место в конкурсе «Выборгский счёт» | Московские сумерки                                                    | Алёна Званцова                     |
|      | Приз «Золотая ладья» — 2 место в конкурсе «Выборгский счёт»                                                                              | Географ глобус пропил                                                 | Александр Велединский              |
|      | Приз «Золотая ладья» — 2 место в конкурсе «Выборгский счёт»                                                                              | Weekend                                                               | Станислав Говорухин                |
|      | Приз президента фестиваля |                                                                       | киностудия «Ленфильм»              |
|      | Приз им. Станислава и Андрея Ростоцких                                                                                                   | Лыах (Мотылёк)                                                        | Вячеслав Семёнов, Наталья Габышева |
|      | Приз им. Саввы Кулиша | Обида                                                                 | Анна Буданова                      |
|      | Приз Гильдии киноведов и кинокритиков России                                                                                             | Зимний путь                                                           | Сергей Тарамаев, Любовь Львова     |
|      | Приз Международной конфедерации журналистских союзов: За сценарий                                                                        | Московские сумерки                                                    | Алёна Званцова                     |
|      | Главный приз конкурса короткометражного кино «Окно в Интернет»                                                                           | Black light                                                           | Олег Толстошеев                    |
|      | Диплом | Конечная остановка                                                    | Арсений Гончуков                   |

### 2014 год
Председатель жюри программы «Осенние премьеры» — продюсер Игорь Толстунов (члены жюри: режиссёр Лариса Садилова, актёры Агриппина Стеклова и Кирилл Пирогов, кинокритик Юрий Богомолов). Председатель жюри конкурса неигрового кино — режиссёр и сценарист Виктор Лисакович (члены жюри: режиссёр Людмила Станукинас, кинокритик и тележурналист Сергей Шолохов). Председатель жюри конкурса анимационного кино — поэт Юрий Энтин (члены жюри: актриса Ирина Муравьева и режиссёр Елизавета Скворцова). В этом году впервые программу фильмов, которые созданы в копродукции России и других стран, «Игровое кино. Копродукция» оценивает профессиональное жюри, в состав которого вошли режиссёр и продюсер Александр Атанесян (председатель), кинокритик Ольга Шервуд и блогер Андрей Русанов.
Фильмом открытия XXII кинофестиваля стала лента «Однажды» режиссёра Рената Давлетьярова, президента гильдии кинопродюсеров России. В первый день фестиваля в рамках программы «Игровое кино. Копродукция» Жерар Депардье представил ленту «Виктор» совместного российского и французского производства режиссёра Филиппа Мартинеса. Фильм закрытия фестиваля — «Две женщины» Веры Глаголевой по пьесе И. С. Тургенева «Месяц в деревне» с Рэйфом Файнсом в одной из главных ролей.
| Год  | Номинация | Фильм                               | Лауреат                                                                      |
| ---- | --- | ----------------------------------- | ---------------------------------------------------------------------------- |
| 2014 | Главный приз конкурса игрового кино | Сын                                 | Арсений Гончуков                                                             |
|      | Специальный приз жюри «За актуальное прочтение классики» | На дне                              | Владимир Котт                                                                |
|      | Специальный приз жюри «За верность жанру» | Мама дарагая!                       | Ярослав Чеважевский                                                          |
|      | Специальный приз жюри «За дебют» | Пациенты                            | Элла Омельченко                                                              |
|      | Диплом: За актёрский ансамбль | Зимы не будет                       | Илья Демичев                                                                 |
|      | Диплом: За пронзительный лиризм атмосферы, сопутствующей сокровенным переживаниям героя на пороге взрослого мира                                                                                          | Дар                                 | Сергей Карандашов                                                            |
|      | Главный приз конкурса неигрового кино | Кровь                               | Алина Рудницкая                                                              |
|      | Специальный приз жюри конкурса неигрового кино — за создание образа уникального современника, покорителя ветхих стихий — воды, огня, воздуха, земли, духовного подвижника, обладающего непостижимой силой | Триста лет одиночества              | Константин Одегов                                                            |
|      | Диплом: за артистическую находчивость в непростых положениях и добрый юмор | Великие реки Сибири. Бирюса         | Павел Фаттахутдинов                                                          |
|      | Диплом: За внимание к простому человеку | Корыто, лыжи, велосипед             | Иван Твердовский                                                             |
|      | Диплом: За создание человеческой симфонии о Великой победе | Чистая победа. Битва за Севастополь | Валерий Тимощенко                                                            |
|      | Главный приз конкурса анимационного кино | Мужчина встречает женщину           | Дмитрий Геллер                                                               |
|      | Специальный приз жюри | Мой личный лось                     | Леонид Шмельков                                                              |
|      | Диплом: за блестящее воплощение авторского замысла сценариста Константина Бронзита | Мы не можем жить без космоса        | Константин Бронзит                                                           |
|      | Диплом: За красоту изобразительного решения | Белосинее безмолвие                 | Владимир Зуйков                                                              |
|      | «Золотая ладья» — 1 место в программе «Выборгский счёт» | Мама дарагая!                       | Ярослав Чеважевский                                                          |
|      | «Золотая ладья» — 2 место в программе «Выборгский счёт» | Дедушка моей мечты                  | Александр Стриженов                                                          |
|      | «Золотая ладья» — 3 место в программе «Выборгский счёт» | 9 девять дней и одно утро           | Вера Сторожева                                                               |
|      | Приз президента фестиваля |                                     | Михаил Калик                                                                 |
|      | Приз им. Станислава и Андрея Ростоцких | Выборг. История одного города       | Алла Васильева                                                               |
|      | Приз им. Саввы Кулиша: За оригинальность драматургических решений. | Пациенты                            | Дмитрий Лемешев                                                              |
|      | Приз Гильдии киноведов и кинокритиков России | Пациенты                            | Элла Омельченко                                                              |
|      | Приз Медиаконгресса «Содружество журналистов»: За сценарий | 9 дней и одно утро                  | Вера Сторожева                                                               |
|      | Приз русско-европейской киноассоциации |                                     | Всероссийский государственный институт кинематографии имени С. А. Герасимова |
|      | Программа «Игровое кино. Копродукция» | Спасибо, папа                       | Грачья Кешишян                                                               |

### 2015 год
| Год  | Номинация                                                                                             | Фильм                                   | Лауреат                 |
| ---- | --- | --------------------------------------- | ----------------------- |
| 2015 | Главный приз конкурса игрового кино — за безупречное мастерство, за достоинство и честность           | Училка                                  | Ирина Купченко          |
|      | Специальный приз жюри «за лучший сценарий»                                                            | Побег из Москвабада                     | Юсуп Разыков            |
|      | Специальный приз жюри «за лучший дебют»                                                               | Вакантна жизнь шеф-повара               | Рустам Ильясов          |
|      | Специальный приз жюри «за виртуозное владение жанром»                                                 | Норвег                                  | Роза Хайруллина         |
|      | Главный приз конкурса неигрового кино                                                                 | Последний рыцарь империи                | Сергей Дебижев          |
|      | Специальный приз жюри конкурса неигрового кино — За искусство кино!                                   | Камчатка — лекарство от ненависти       | Юлия Миронова           |
|      | Диплом: За свет!                                                                                      | Христя                                  | Александр Брынцев       |
|      | Диплом: за редкий жанр в документальном кино — комедию…                                               | Надежда. Вокруг да около                | Марина Чувайлова        |
|      | Главный приз конкурса анимационного кино                                                              | Волк Вася                               | Екатерина Соколова      |
|      | Специальный приз жюри — за конструктивистскую нежность и светлый взгляд на горести эпохи              | Андрей Хижина и его горе                | Алексей Дёмин           |
|      | Диплом: за веру в бессмертие фольклорного духа и исполнение девичьих грез                             | Купава                                  | Оксана Черкасова        |
|      | Диплом: за безупречную пык-пык-пычность стиля и содержания                                            | ПЫК-ПЫК-ПЫК                             | Дмитрий Высоцкий        |
|      | Диплом: за романтический идеализм и отвагу                                                            | Корабли прошлых лет                     | Георгий Богуславский    |
|      | «Золотая ладья» — 1 место в программе «Выборгский счёт»                                               | Училка                                  | Алексей Петрухин        |
|      | «Золотая ладья» — 2 место в программе «Выборгский счёт»                                               | Норвег                                  | Алёна Званцова          |
|      | «Золотая ладья» — 3 место в программе «Выборгский счёт»                                               | Развод по собственному желанию          | Илья Северов            |
|      | Приз президента фестиваля — В знак признательности Мастеру                                            |                                         | Александр Прошкин       |
|      | Приз им. Станислава и Андрея Ростоцких — За верность                                                  | В далёком сорок пятом… Встречи на Эльбе | Пётр и Мира Тодоровские |
|      | Приз им. Саввы Кулиша                                                                                 | Охрана, реж. Александр Прошкин          | Мария Коровина          |
|      | Диплом им. Саввы Кулиша: «За творческий поиск»                                                        | Мальчики и девочки «Доктора Живаго»     | Олеся Фокина            |
|      | Диплом Гильдии киноведов и кинокритиков России                                                        | Побег из Москвабада                     | Дарья Полторацкая       |
|      | Приз Медиаконгресса «Содружество журналистов»: За сценарий                                            | Норвег                                  | Алёна Званцова          |
|      | Приз русско-европейской киноассоциации и Оргкомитета XXIII фестиваля российского кино «Окно в Европу» | Сухой. Выбор цели                       | Михаил Роговой          |
|      | Программа «Игровое кино. Копродукция»                                                                 | Брат Дэян                               | Бакур Бакурадзе         |
|      | Главный приз конкурса «Окно в Интернет» по результатам зрительского голосования                       | Юнона                                   | Родион Бельков          |

### 2016 год
Жюри игрового конкурса возглавил кинорежиссёр Сергей Урсуляк. В состав жюри вошли кинооператор Дмитрий Долинин, актёры Агния Кузнецова и Евгений Ткачук, кинокритик Леонид Павлючик и режиссёр Арсений Гончуков. В жюри документального конкурса вошли кинорежиссёры Карен Геворкян (председатель), Наталья Гугуева и Алексей Тельнов. В жюри анимационного конкурса вошли режиссёры Алексей Дёмин (председатель), Светлана Филиппова и Алексей Лебедев.
Открывал фестиваль фильм «Жили-были мы» режиссёра Анны Чернаковой, сценарий к которому написал Александр Адабашьян. Он же был художником фильма и сыграл одну из ролей. Фильмом закрытия фестиваля был «День до», состоящий из новелл режиссёров Александра Котта, Владимира Котта, Александра Карпиловского и Бориса Хлебникова.
| Год  | Номинация                                                                           | Фильм                              | Лауреат                                               |
| ---- | ----------------------------------------------------------------------------------- | ---------------------------------- | ----------------------------------------------------- |
| 2016 | Главный приз конкурса игрового кино                                                 | Его дочь                           | Татьяна Эверстова                                     |
|      | Специальный приз жюри «За чистоту и глубину авторского высказывания»                | Его дочь                           | Татьяна Эверстова                                     |
|      | Специальный приз оператору                                                          | Дизлайк                            | Фёдор Стручев                                         |
|      | Специальный приз авторам сценария                                                   | Суперплохие                        | Дмитрий Суворов, Василий Ровенский                    |
|      | Диплом                                                                              | Прикосновение ветра                | Юлия Ауг                                              |
|      | Главный приз конкурса неигрового кино                                               | «Сердце» 40 лет спустя             | Евгений Голынкин                                      |
|      | Специальный приз жюри конкурса неигрового кино                                      | Конкурс                            | Евгений Ховаев                                        |
|      | Диплом: За правдивое раскрытие общественно важной темы трагедии Саяно-Шушенской ГЭС | Катастрофа                         | Алина Рудницкая                                       |
|      | Диплом: За личный режиссёрский подвиг                                               | В круге четвёртом                  | Екатерина Стыценко                                    |
|      | Диплом: За выдающийся образ российского офицера, героя России                       | Личная фотохроника Анатолия Лебедя | Валерий Довбня                                        |
|      | Главный приз конкурса анимационного кино                                            | До любви                           | Игорь Ковалёв                                         |
|      | Специальный приз жюри — За комическое в безысходном                                 | Питон и сторож                     | Антон Дьяков                                          |
|      | Диплом: За трепетное отношение к классике                                           | Налим Малиныч                      | Степан Бирюков                                        |
|      | Диплом: За попытку раздвинуть границы реальности                                    | День НЛО                           | Владимир Сахновский                                   |
|      | «Золотая ладья» — 1 место в программе «Выборгский счёт»                             | Контрибуция                        | Сергей Снежкин                                        |
|      | «Золотая ладья» — 2 место в программе «Выборгский счёт»                             | Тэли и Толи                        | Александр Амиров                                      |
|      | «Золотая ладья» — 3 место в программе «Выборгский счёт»                             | Хороший мальчик                    | Оксана Карас                                          |
|      | Приз президента фестиваля                                                           | Слушая Бетховена                   | Гарри Бардин                                          |
|      | Приз им. Станислава и Андрея Ростоцких                                              | Жили-были мы, реж. Анна Чернакова  | Александр Адабашьян, автор сценария, художник и актёр |
|      | Приз им. Саввы Кулиша                                                               | Наум Коржавин. Время дано          | Павел Мирзоев                                         |
|      | Диплом им. Саввы Кулиша — За творческий поиск                                       | Прикосновение ветра                | коллективу фильма                                     |
|      | Приз Гильдии киноведов и кинокритиков России                                        | Вся наша надежда                   | Карен Геворкян                                        |
|      | Диплом Гильдии киноведов и кинокритиков России                                      | The Square                         | Варвара Яковлева                                      |
|      | Диплом Гильдии киноведов и кинокритиков России                                      | Его дочь                           | Татьяна Эверстова                                     |
|      | Диплом Гильдии киноведов и кинокритиков России                                      | В круге четвёртом                  | Екатерина Стыценко                                    |
|      | Главный приз конкурса «Игровое кино. Копродукция»                                   | Рудольф Нуреев. Остров его мечты   | Евгения Тирдатова                                     |
|      | Диплом — За блистательную работу продюсеров в создании копродукционного проекта     | Любовь прет-а-порте                | Макс Нардари                                          |
|      | Диплом — За честность и преданность кинематографу                                   | Мужской выбор                      | Елена Демидова                                        |
|      | Главный приз конкурса «Окно в Интернет»                                             | Американская мечта                 | Андрей Ананин                                         |
|      | Первое место по результатам зрительского голосования                                | Другой берег                       | Анна Зелень                                           |

### 2017 год
Жюри игрового конкурса: Рустам Ибрагимбеков, Артур Смольянинов, Дмитрий Пучков, Юсуп Разыков, Татьяна Колганова, Роман Каримов.
Жюри конкурса неигрового кино: Владислав Флярковский, Евгений Голынкин, Елена Дамидова.
Жюри конкурса анимационного кино: Андрей Хржановский, Виктор Тихомиров, Светлана Разгуляева.
Фильм открытия — «То, что во мне», режиссёр Игорь Сукачёв (Гарик Сукачёв).
Фильм закрытия — «Сын» режиссёра Славы Росса. Картина была снята как мини-сериал (четыре серии) для Первого канала, но на Первом сериал так и не вышел. Его показали в Латвии и Казахстане. Из отснятого материала студия смонтировала полнометражный фильм.
| Год  | Номинация                                                                                                 | Фильм                                                      | Лауреат                                           |
| ---- | --- | ---------------------------------------------------------- | ------------------------------------------------- |
| 2017 | Главный приз конкурса игрового кино                                                                       | Как Витька Чеснок вёз Лёху Штыря в дом инвалидов           | Александр Хант                                    |
|      | Специальный приз жюри «за лучшую мужскую роль»                                                            | Как Витька Чеснок вёз Лёху Штыря в дом инвалидов           | Евгений Ткачук                                    |
|      | Специальный приз жюри «За лучший дебют»                                                                   | Лес                                                        | Роман Жигалов                                     |
|      | Специальный приз жюри «За высокий уровень визуально-музыкального решения»                                 | Хармс                                                      | Иван Болотников                                   |
|      | Диплом | Девушка с косой (режиссёр Ольга Попова)                    | актёрский ансамбль                                |
|      | Диплом | Ничей (режиссёр Евгений Татаров)                           | Олег Чугунов                                      |
|      | Главный приз конкурса неигрового кино                                                                     | Форсаж. Возвращение                                        | Наталья Гугуева                                   |
|      | Специальный приз жюри конкурса неигрового кино «За гармоничное сочетание реального и метафорического»     | Последний вальс                                            | Юлия Бобкова                                      |
|      | Диплом: «За динамизм и многообразие современных приемов в неигровом кино»                                 | Про рок                                                    | Евгений Григорьев                                 |
|      | Диплом: «За чуткость и точность в воплощении человеческой жизни на экране»                                | Татьяна и её дети                                          | Елена Ласкари                                     |
|      | Диплом: «За победу иронии над разумом»                                                                    | Велком ту Пирамида                                         | Иван Твердовский                                  |
|      | Главный приз конкурса анимационного кино «За поэтичность и мастерское владение языком восточной культуры» | Рыбы, пловцы, корабли                                      | Андрей Кулев и Дмитрий Геллер                     |
|      | Специальный приз жюри — «За понимание страхов детской души»                                               | Бирюк                                                      | Полина Фёдорова                                   |
|      | Диплом: «За первый твёрдый шаг в сторону своего „шкафчика“»                                               | Шкафчик                                                    | Дарья Зимина                                      |
|      | Диплом: «За высокий творческий профессиональный уровень»                                                  | программа авторских фильмов для детей                      | киностудия «Союзмультфильм»                       |
|      | «Золотая ладья» — 1 место в программе «Выборгский счёт»                                                   | Бабушка лёгкого поведения                                  | Марюс Вайсберг                                    |
|      | «Золотая ладья» — 2 место в программе «Выборгский счёт»                                                   | Аритмия                                                    | Борис Хлебников                                   |
|      | «Золотая ладья» — 3 место в программе «Выборгский счёт»                                                   | Как Витька Чеснок вёз Лёху Штыря в дом инвалидов           | Александр Хант                                    |
|      | Приз президента фестиваля «За дебют»                                                                      | Лавстори                                                   | Пётр Тодоровсий                                   |
|      | Приз им. Саввы Кулиша «За творческий поиск»                                                               | Последний вальс                                            | Юлия Бобкова                                      |
|      | Приз Медиаконгресса «Содружество журналистов» и Союза журналистов России — «За сценарий»                  | Как Витька Чеснок вёз Леху Штыря в дом инвалидов Жили-были | Алексей Бородачёв                                 |
|      | Приз Гильдии киноведов и кинокритиков России                                                              | Вся наша надежда                                           | Карен Геворкян                                    |
|      | Главный приз конкурса «Окно в Интернет»                                                                   | Светлячок                                                  | Наталья Назарова                                  |
|      | Первое место по результатам зрительского голосования                                                      | Кнут и пряник                                              | Андрей Кижинский (KinoPALm pictures, Владивосток) |

### 2018 год
Жюри игрового конкурса: Сергей Снежкин, Сергей Астахов, Лариса Малюкова, Клавдия Коршунова, Алексей Бородачёв.
Жюри конкурса «Копродукция. Окно в мир»: Арутюн Хачатрян, Вячеслав Сорокин, Юлия Мишкинене, Ольга Аграфенина.
Жюри конкурса неигрового кино: Евгений Григорьев, Ольга Рейзен, Максим Якубсон.
Жюри конкурса анимационного кино: Гарри Бардин, Екатерина Соколова, Леонид Шмельков.
Фильм открытия — «В кейптаунском порту», режиссёр Александр Велединский .
Фильм закрытия — «Непрощённый», режиссёр Сарик Андреасян.
| Год  | Номинация                                                                                 | Фильм                          | Лауреат                           |
| ---- | ----------------------------------------------------------------------------------------- | ------------------------------ | --------------------------------- |
| 2018 | Главный приз конкурса игрового кино                                                       | Папа, сдохни                   | Кирилл Соколов                    |
|      | Специальный приз жюри                                                                     | У ангела ангина                | Оксана Карас                      |
|      | Специальный приз жюри                                                                     | В кейптаунском порту           | Александр Велединский             |
|      | Специальный приз жюри                                                                     | ВМаяковский                    | Александр Шейн                    |
|      | Диплом                                                                                    | Амбивалентность                | Антон Бильжо                      |
|      | Главный приз конкурса неигрового кино                                                     | Восточный фронт                | Андрей Осипов                     |
|      | Специальный приз жюри конкурса неигрового кино                                            | Мне 20                         | Екатерина Мамонтова               |
|      | Диплом                                                                                    | ВоваНина                       | Наталия Назарова                  |
|      | Диплом                                                                                    | Медведи Камчатки. Начало жизни | Ирина Журавлёва, Владислав Гришин |
|      | Главный приз конкурса анимационного кино                                                  | Митина любовь                  | Светлана Филиппова                |
|      | Специальный приз жюри «За чистую интонацию и чуткий взгляд»                               | Остановка                      | Нина Бисярина                     |
|      | Диплом «За освоение космоса в сугубо мирных целях»                                        | А как наши космонавты          | Галина Голубева                   |
|      | Диплом «За любовь»                                                                        | Суета сует                     | Алексей Туркус и Алексей Шелманов |
|      | Главный приз конкурса «Копродукция. Окно в мир»                                           | Хрусталь                       | Дарья Жук                         |
|      | Специальный приз жюри                                                                     | Ван Гоги                       | Сергей Ливнев                     |
|      | Специальный приз жюри                                                                     | Зелёные коты                   | Андрес Пуустусмаа                 |
|      | Диплом                                                                                    | Жизнь раз                      | Владимир Ракша                    |
|      | 1 место в программе «Выборгский счёт»                                                     | Ван Гоги                       | Сергей Ливнев                     |
|      | 2 место в программе «Выборгский счёт»                                                     | Гурвинек: Волшебная игра       | Мартин Котик, Инна Евланникова    |
|      | 3 место в программе «Выборгский счёт»                                                     | Облепиховое лето               | Виктор Алфёров                    |
|      | Приз президента фестиваля «За дебют»                                                      | Мастерская                     | Сергей Карандашов                 |
|      | Приз им. Саввы Кулиша «За творческий поиск»                                               | Амбивалентность                | Антон Бильжо                      |
|      | Диплом оператору                                                                          | Медведи Камчатки. Начало жизни | Дмитрий Шпиленок                  |
|      | Приз Гильдии киноведов и кинокритиков России по конкурсу анимационного кино               | Теория заката                  | Роман Соколов                     |
|      | Приз Гильдии киноведов и кинокритиков России по конкурсу неигрового кино                  | Статус жертвы                  | Юлия Бобкова                      |
|      | Приз Гильдии киноведов и кинокритиков России по конкурсу «Копродукция. Окно в мир»        | Хрусталь                       | Дарья Жук                         |
|      | Приз Гильдии киноведов и кинокритиков России по конкурсу «Игровое кино. Осенние премьеры» | ВМаяковский                    | Александр Шейн                    |
|      | Диплом                                                                                    | Фагот                          | Борис Гуц                         |
|      | Главный приз конкурса «Окно в Интернет»                                                   | Послевкусие                    | Георгий Заозёрский                |
|      | Первое место по результатам зрительского голосования                                      | Гейм                           | Алексей Дыховичный                |

### 2019 год
Жюри игрового конкурса: Александр Бородянский, Андрей Максимов, Рамиль Салахутдинов, Елена Стишова, Елена Яцура.
Жюри конкурса «Копродукция. Окно в мир»: Виктор Ерофеев, Биргит Боймерс, Евгений Гиндилис, Дмитрий Пучков.
Жюри конкурса неигрового кино: Иван Твердовский, Ольга Шервуд, Иван Болотников.
Жюри конкурса анимационного кино: Игорь Ковалёв, Игорь Олейников, Ольга Тумайкина.
Фильм открытия — «Конец сезона», режиссёр Константин Худяков.
Фильм закрытия — «Успех», режиссёр Павел Руминов.
| Год  | Номинация | Фильм                                  | Лауреат                                            |
| ---- | --- | -------------------------------------- | -------------------------------------------------- |
| 2019 | Главный приз конкурса игрового кино                                                                            | Смерть нам к лицу                      | Борис Гуц                                          |
|      | Специальный приз жюри «За актуальную трактовку классического сюжета о противостоянии личности обстоятельствам» | Простой карандаш                       | Наталья Назарова                                   |
|      | Специальный приз жюри «За лучшую мужскую роль»                                                                 | Нет бога кроме меня                    | Пётр Садовников                                    |
|      | Специальный приз жюри «За авторский взгляд, форматирующий реальность героя»                                    | Седьмой пробег по контуру земного шара | Виталий Суслин                                     |
|      | Диплом | Танец с саблями                        | Юсуп Разыков                                       |
|      | Диплом «За вклад в отечественный кинематограф»                                                                 |                                        | Александр Кузнецов (посмертно)                     |
|      | Главный приз конкурса неигрового кино                                                                          | Своя республика                        | Алёна Полунина                                     |
|      | Специальный приз жюри конкурса неигрового кино «За взгляд на жизнь без границ и заборов»                       | Обстоятельства места и времени         | Дмитрий Кабаков                                    |
|      | Диплом «За показ поэзии, труда и жизни людей в мифе»                                                           | Книга моря                             | Алексей Вахрушев                                   |
|      | Диплом «За показ прозы труда и жизни людей в реальности»                                                       | Отец и сыновья из Кротово              | Валерий Соломин и Евгений Соломин                  |
|      | Главный приз конкурса анимационного кино                                                                       | Лола живая картошка                    | Леонид Шмельков                                    |
|      | Специальный приз жюри                                                                                          | Он не может жить без космоса           | Константин Бронзит                                 |
|      | Диплом «За режиссёрскую виртуозность»                                                                          | Пять минут до моря                     | Наталья Мирзоян                                    |
|      | Диплом «За лучший фильм для детей»                                                                             | Оранжевая песня                        | Алексей Алексеев                                   |
|      | Главный приз конкурса «Копродукция. Окно в мир»                                                                | Хроники ртути                          | Саша Кулак, Бен Гез                                |
|      | Специальный приз жюри «За проникновенность образов и этической позиции»                                        | Женщины ГУЛАГа                         | Марианна Яровская                                  |
|      | Диплом «За изящество кинообраза»                                                                               | Ваша честь                             | Майт Малмстен                                      |
|      | 1 место в программе «Выборгский счёт»                                                                          | Как новый                              | Евгений Шелякин                                    |
|      | 2 место в программе «Выборгский счёт»                                                                          | Женщины ГУЛАГа                         | Марианна Яровская                                  |
|      | 3 место в программе «Выборгский счёт»                                                                          | Надо мною солнце не садится            | Любовь Борисова                                    |
|      | Приз президента фестиваля «За дебют»                                                                           | Печень                                 | Иван Снежкин                                       |
|      | Приз им. Саввы Кулиша «За творческий поиск»                                                                    | Седьмой пробег по контуру земного шара | Александр Карнаушкин                               |
|      | Приз им. Саввы Кулиша                                                                                          | Анатолий Крупнов. Он был               | Дарья Иванкова                                     |
|      | Приз Медиаконгресса «Содружество журналистов» и Союза журналистов России «За сценарий»                         | Как новый                              | Константин Чармадов, Евгений Шелякин, Павел Усачев |
|      | Приз Гильдии киноведов и кинокритиков России по конкурсу анимационного кино                                    | Он не может жить без космоса           | Константин Бронзит                                 |
|      | Приз Гильдии киноведов и кинокритиков России по конкурсу неигрового кино                                       | Хроники ртути                          | Саша Кулак, Бен Гез                                |
|      | Приз Гильдии киноведов и кинокритиков России «За лучшую продюсерскую работу»                                   | Смерть нам к лицу                      | Игорь Мишин, Максим Муссель, Борис Гуц             |
|      | Приз Гильдии киноведов и кинокритиков России по конкурсу «Игровое кино. Осенние премьеры»                      | Седьмой пробег по контуру земного шара | Виталий Суслин                                     |
|      | Диплом Гильдии киноведов и кинокритиков России по конкурсу «Игровое кино. Осенние премьеры»                    | Простой карандаш                       | Наталья Назарова                                   |
|      | Главный приз конкурса «Окно в Интернет»                                                                        | ХАДН ДАДН — «Мы сегодня дома»          | Александра Харитонова                              |
|      | Первое место по результатам зрительского голосования                                                           | Дом колышущихся сосен                  | Алекс Плат                                         |

### 2023 год
- Специальный приз жюри «За сближение авторского кино со зрительским» — «Одним днём» (режиссёр Стас Иванов)[19]
- Приз кинокритиков «Пять звёзд» — «Одним днём»

### 2024 год
- Гран-при фестиваля за лучший игровой фильм — «Филателия» режиссёра Натальи Назаровой[20].